# Gerhard Pedersen
Gerhard Pedersen (n. 9 aprilie 1912, Esbjerg, Ribe County⁠(d), Danemarca – d. 4 iunie 1987, Örebro, Suedia) a fost un boxer ce a reprezentat Danemarca, medaliat olimpic. A participat la o ediție a Jocurilor Olimpice (1936) în care a câștigat o medalie de bronz.

## Participări
Lista de mai jos prezintă principalele competiții la care a participat Gerhard Pedersen de-a lungul carierei.
- boxing at the 1936 Summer Olympics – welterweight[*]